# Мохаммадиан, Мохаммад Хусейн
Мохаммад Хусейн Мохаммадиан (перс. محمدحسین محمدیان‎, 19 августа 1992) — иранский борец вольного стиля, призёр чемпионата мира, победитель Кубка мира, неоднократный чемпион Азии, участник Олимпийских игр в Токио.

## Биография
Родился в Сари. Отец — Аскари Мохаммадиан, известный иранский борец 80-90-х годов XX века. В 2011 году занял 4 место на Кубке мира среди юниоров. В 2013 году стал бронзовым призёром Универсиады в Казани. В 2014 году завоевал бронзовую медаль чемпионата мира. В 2015 году победил на Кубке мира и чемпионате Азии.
В декабре 2015 года был отстранен от участия в соревнованиях за применение допинга и получил четырехгодичную дисквалификацию.
В 2022 году второй раз стал чемпионом Азии.
В 2024 году в Бишкеке завоевал бронзовую медаль на чемпионате Азии.